# Марусик Тамара Володимирівна
Марусик Тамара Володимирівна (22 квітня 1956, Чернівці, Україна) — українська дослідниця, яка займається питаннями культурної дипломатії. Раніше досліджувала історію та культуру України 20 століття.

## Нагороди
Доктор історичних наук (2003), професор (2004). Відмінник освіти України (2002), Заслужений діяч науки і техніки України (2011), кавалерка "Ордена Княгині Ольги" ІІІ ступеня (2019), "Почесний громадянин міста Чернівці" (2021).

## З життєпису
Народилась в м. Чернівці. 1973–78 навчалась в Чернівецькому університеті. 1978–91 – методист заочного відділу Чернів. ун-ту (нині Чернівецький національний університет). 1991 в Інституті історії України АН України (нині Інститут історії України НАН України) захистила кандидатську дисертацію на тему: "Розвиток науки в західних областях України (1944–1955 рр.)" (наук. кер. – д-р істор. н., проф. С.Кульчицький). 1991–94 – асистент, 1994–99 – доцент кафедри історії України, 1999–2002 – докторант кафедри історії України, 2003 – доцент кафедри історії України Чернів. ун-ту. 2003 в Чернів. ун-ті захистила докторську дис. на тему: "Західноукраїнська гуманітарна інтелігенція: динаміка складу, діяльність, стосунки з владою (друга половина 40-х – початок 60-х років XX ст.)". З 2004 – проректор Чернівецького ун-ту, водночас – професор кафедри міжнародних відносин цього ун-ту.
Секретар координаційної ради осередків Українського історичного товариства в Україні та Буковинського осередку Укр. біографічного т-ва, член експертної ради ВАК України (2004–08), член Координаційної ради з питань молодіжної політики Чернів. міської ради, член Міжнар. академічної ради "Ткума", член правління обласного т-ва "Просвіта" (з 2008), Член УНК ІКОМОС, член Національної комісії України у справах ЮНЕСКО МЗС України.
Автор понад 200 друкованих праць.
Лауреат премії імені Юрія Федьковича (2004) та премії імені  Антона Кохановського (2015).  
Нагороджена церк. орденом св. рівноапостольного кн. Володимира Великого 1-го ст. (2000), Почесною грамотою ВР України "За особливі заслуги перед українським народом" (2005), грамотами Чернів. міської та обласної рад, найвищою відзнакою Всеукраїнського товариства "Просвіта" "Будівничий України", 